# Stan Shaw
Stan Shaw (Chicago, 14 luglio 1952) è un attore statunitense.

## Biografia
Figlio del sassofonista Eddie Shaw, e cugino del cantante Sam Cooke, prima di recitare, era un maestro di karate, judo e ju jitsu a Chicago. Aveva raggiunto la cintura nera di primo grado nel judo e nel ju jitsu, mentre nel karate cintura nera di secondo livello. Si è laureato alla Marshall High School di Chicago. Ha iniziato a recitare nei musical di Broadway, tra i quali il famoso Hair, The Me Nobody Knows e per ultimo Via Galattica, diretto da Peter Hall. Le sue prime comparse al cinema risalgono agli anni settanta, dove partecipò anche al pluripremiato film del 1976 Rocky nel ruolo di Dipper, il giovane pugile al quale Mickey Goldmill cede l'armadietto di Rocky Balboa. Il 1º giugno 2000 viene condannato a tre anni di libertà vigilata per il reato di abbandono di minore; successivamente il figlio andrà a vivere con la madre a Las Vegas mentre Shaw vive tuttora in California.

## Filmografia

### Cinema
- È tempo di uccidere detective Treck (Truck Turner), regia di Jonathan Kaplan (1974)
- TNT Jackson, regia di Cirio H. Santiago (1974)
- Darktown Strutters, regia di William Witney (1975)
- The Bingo Long Traveling All-Stars & Motor Kings, regia di John Badham (1976)
- Street Killing, regia di Harvey Hart (1976)
- Rocky, regia di John G. Avildsen (1976)
- Arthur Hailey's the Moneychangers, regia di Boris Sagal (1976)
- I ragazzi della Compagnia C (The Boys in Company C), regia di Sidney J. Furie (1978)
- Buffalo Soldiers, regia di Vincent McEveety (1979)
- Il grande Santini (The Great Santini), regia di Lewis John Carlino (1979)
- Scared Straight! Another Story, regia di Richard Michaels (1980)
- Venice Medical, regia di Hy Averback (1983)
- Il duro più duro (Tough Enough), regia di Richard Fleischer (1983)
- Runaway, regia di Michael Crichton (1984)
- Serial killer, regia di John Llewellyn Moxey (1985)
- Il gladiatore (The Gladiator), regia di Abel Ferrara (1986)
- Under Siege, regia di Roger Young (1986)
- Busted Up, regia di Conrad E. Palmisano (1986)
- Lotta per la vita (Samaritan: The Mitch Snyder Story), regia di Richard T. Heffron (1986)
- Scuola di mostri (The Monster Squad), regia di Fred Dekker (1987)
- V.I.P.$. omicidi club (Billionaire Boys Club), regia di Marvin J. Chomsky (1987)
- The Three Kings, regia di Mel Damski (1987)
- Fiume rosso (Red River), regia di Richard Michaels (1988)
- Harlem Nights, regia di Eddie Murphy (1989)
- Paura (Fear), regia di Rockne S. O'Bannon (1990)
- The Court-Martial of Jackie Robinson, regia di Larry Peerce (1990)
- Pomodori verdi fritti alla fermata del treno (Fried Green Tomatoes), regia di Jon Avnet (1991)
- Body of Evidence, regia di Uli Edel (1993)
- When Love Kills: The Seduction of John Hearn, regia di Larry Elikann (1993)
- Capsula di salvataggio (Lifepod), regia di Ron Silver (1993)
- Sol levante (Rising Sun), regia di Philip Kaufman (1993)
- Scappa e vinci (Houseguest), regia di Randall Miller (1995)
- Corsari (Cutthroat Island), regia di Renny Harlin (1995)
- Daylight - Trappola nel tunnel (Daylight), regia di Rob Cohen (1996)
- Omicidio in diretta (Snake Eyes), regia di Brian De Palma (1998)
- Freedom Song, regia di Phil Alden Robinson (2000)
- Rag and Bone, regia di James D. Parriott (2002)
- Detonator, regia di Jonathan Freedman (2003)
- Along the Roadside, regia di Zoran Lisinac (2013)
- Jeepers Creepers 3, regia di Victor Salva (2017)

### Televisione
- Starsky & Hutch - serie TV, episodio 2x20 (1977)
- Future Cop - serie TV, episodio 1x01 (1977)
- Lucan - serie TV, episodio 1x05 (1978)
- Radici: le nuove generazioni (Roots: The Next Generations) - serie TV, 4 episodi (1979)
- La camera oscura (Darkroom) - serie TV, episodio 1x14 (1982)
- CBS Children's Mystery Theatre - serie TV, episodio 3x01 (1983)
- Matt Houston - serie TV, episodio 1x11 (1983)
- Mississippi (The Mississippi) - serie TV, 23 episodi (1983-1984)
- Maximum Security - serie TV, 3 episodi (1984)
- American Playhouse - serie TV, episodio 4x15 (1985)
- Hill Street giorno e notte (Hill Street Blues) - serie TV, 2 episodi (1985)
- Saranno famosi (Fame) - serie TV, episodio 5x12 (1986)
- The Young Riders - serie TV, episodio 1x06 (1989)
- Oltre la legge - L'informatore (Wiseguy) - serie TV, 4 episodi (1989)
- Midnight Caller - serie TV, 2 episodi (1990)
- Avvocati a Los Angeles (L.A. Law) - serie TV, 3 episodi (1992)
- Matlock - serie TV, episodio 8x04 (1993)
- Heaven & Hell: North & South, Book III - serie TV, 3 episodi (1994)
- La signora in giallo (Murder, She Wrote) – serie TV, episodi 1x12-9x21-10x16 (1985-1994)
- Ultime dal cielo (Early Edition) - serie TV, episodio 4x12 (2000)
- X-Files (The X-Files), - serie TV, episodio 9x11 (2002)
- CSI - Scena del crimine (CSI: Crime Scene Investigation) - serie TV, episodio 10x04 (2009)

## Doppiatori italiani
Nelle versioni in italiano delle opere in cui ha recitato, Stan Shaw è stato doppiato da:
- Sandro Acerbo in Runaway
- Massimo Pizzirani in Pomodori verdi fritti alla fermata del treno
- Giovanni Petrucci in Body of Evidence - Il corpo del reato
- Lucio Saccone in Sol levante
- Alessandro Rossi in Corsari
- Angelo Nicotra in Daylight - Trappola nel tunnel
- Ennio Coltorti in Omicidio in diretta
- Carlo Marini in X-Files
- Toni Orlandi in CSI - Scena del crimine
- Franco Zucca in Criminal Minds